# Мартелоти (Бриндизи)
Мартелоти (итал. Martellotti) је насеље у Италији у округу Бриндизи, региону Апулија.
Према процени из 2011. у насељу је живело 49 становника. Насеље се налази на надморској висини од 336 м.